# Friedrich Andersen

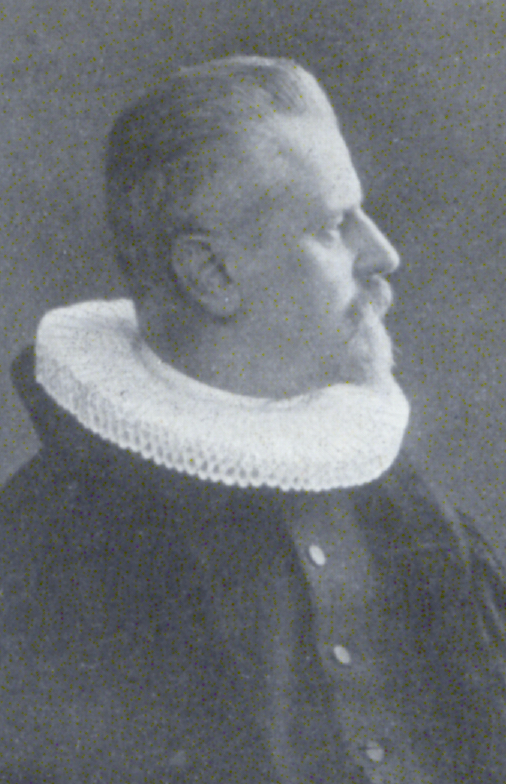
Friedrich Andersen, um 1921

Friedrich Karl Emil Andersen (* 15. Juli 1860 in Genf; † 15. April 1940 in Glücksburg) war ein evangelischer Theologe und Mitbegründer der Deutschen Christen. Als Antisemit wurde er zu einem der Wegbereiter des völkischen Christentums. 

## Leben
Der Vater von Friedrich Andersen war bereits Pastor und wirkte in Husum. Nach dem Sieg der Dänen im Schleswig-Holsteinischen Krieg verlor der deutschgesinnte Vater seine Stellung. Die Familie siedelte deswegen 1852 nach Genf um. Erst nach dem für die deutsche Seite siegreichen Deutsch-Dänischen Krieg kehrten die Andersens 1865 zurück und wohnten in Grundhof.
Friedrich Andersen war mit Meta Anna Gertrud Adele, Tochter des Malers Christian Carl Magnussen und dessen Ehefrau Ella Magnussen verheiratet.
Friedrich Andersen besuchte das Gymnasium in Flensburg und studierte nach seiner Reifeprüfung 1880 in Tübingen, Kiel, Erlangen und Kopenhagen. Für die Evangelisch-Lutherische Landeskirche Schleswig-Holstein ordiniert wurde er 1886 und war danach in Sörup tätig. Als Diakonus begann er 1890 seinen Dienst in der Hauptkirche St. Johannis in Flensburg. Dort wurde er 1900 zum Hauptpastor ernannt und war für den nördlichen Bezirk zuständig. In seiner praktischen Gemeindearbeit engagierte er sich besonders für soziale Aufgaben und Jugendarbeit. Im September 1928 wurde er emeritiert und verbrachte seinen Lebensabend in Glücksburg. Er starb 1940 in Glücksburg und wurde auf dem Mühlenfriedhof in Flensburg begraben.

### Antisemitismus und derAntiklerikus
Von 1895 bis 1904 war Andersen als Redakteur des Schleswig-Holstein-Lauenburgischen Kirchen- und Schulblattes tätig. Hierbei vertrat er ein streng orthodox-pietistisches Christentum. Er beteiligte sich an einer Petition gegen den liberalen Theologen Otto Baumgarten, der Professor der Theologie in Kiel war, und verlangte dessen Amtsenthebung. Als die Amtskirche nicht handelte, war er zutiefst enttäuscht und verwarf seine bisherigen altkirchlichen Grundsätze.
Von entscheidender Bedeutung wurde für Andersen die antisemitische Schrift Die Grundlagen des 19. Jahrhunderts von Houston Stewart Chamberlain. Er verfasste darauf eine theologische, antijudaistische Streitschrift, die er 1907 unter dem Titel Anticlericus veröffentlichte und in der er sich auf den Kieler Kirchenhistoriker Hans von Schubert berief. Darin forderte er ein „reines“ Evangelium, das nur auf Jesus Christus zurückgehen sollte. Das Alte Testament dürfe nicht mehr verkündet werden, und die Juden seien nicht das auserwählte Volk Gottes. Die zehn Gebote seien „jüdisch“ und das Volk der Juden trage die Schuld an allem Schlimmen in der Welt. Wegen der öffentlich geführten Diskussion um sein Buch wurde Andersen 1913 vom Generalsuperintendenten D. Theodor Kaftan verwarnt.

### Bund für Deutsche Kirche
Mit Ausbruch des Ersten Weltkriegs zeigte Andersen seine vaterländische Gesinnung öffentlich und erklärte den Krieg als heiligen Auftrag. Von der Überlegenheit der deutschen Kultur war er zutiefst überzeugt und hielt den deutschen Sieg für eine Offenbarung Gottes und die Erfüllung eines göttlichen Auftrags. Durch seine Veröffentlichungen fand er Anschluss an Gleichgesinnte und wandte sich der Hamburger „Deutschbund-Gemeinde“ zu. Gemeinsam mit dem sächsischen Kirchenrat Ernst Katzer aus Oberlößnitz, dem Schriftsteller Hans von Wolzogen und dem völkischen Literaturhistoriker Adolf Bartels wollte er das Christentum auf eigene Füße stellen und vom Judentum trennen. Gemeinsam gaben sie aus Anlass der 400-Jahr-Feier der Reformation 95 Leitsätze heraus, die sie als Programm zur „Verdeutschung und Entjudung des Christentums“ verstanden. Jesus sei im Grunde kein Jude, sondern ein „Galiläer arischer Herkunft“ gewesen.
Den für das deutsche Reich verlorenen Krieg sah Andersen als Werk einer „jüdischen Weltverschwörung“ an. Nun war er 1921 gemeinsam mit dem Berliner Studienrat Joachim Kurd Niedlich an der Gründung des „Bundes für Deutsche Kirche“ maßgeblich beteiligt, der sich als Kampf- und Gesinnungsgemeinschaft mit dem Ziel sah, die evangelische Kirche „aus ihrer jüdischen Umklammerung“ zu befreien. Andersen wurde als lebenslanger Bundeswart und Vorsitzender dieser neuen kirchlichen Gruppe gewählt. Als 1932 die „Glaubensbewegung Deutsche Christen“ gegründet wurde, begrüßte Andersen diese neue völkisch-christliche Kampfbewegung.

### Politische Aktivitäten
Schon 1919 bildete sich in Flensburg ein „Deutschvölkischer Schutz- und Trutzbund“, dem sich Andersen anschloss. Er veröffentlichte antisemitische Hetzschriften und empfahl, jeglichen Umgang mit Juden zu meiden. Nach dem Fememord an Außenminister Rathenau wurde der Deutschvölkische Schutz- und Trutzbund 1922 verboten, worauf ehemalige Mitglieder Anfang 1924 eine Flensburger Ortsgruppe des Völkisch-Sozialen Blocks (VSB) gründeten. Andersen wurde im selben Jahr als Abgeordneter des VSB in das Flensburger Stadtparlament gewählt. Als sich diese Gruppierung 1925 der NSDAP anschloss, agierte Andersen für die Hitler-Bewegung. Er lud Redner dieser Partei, darunter Gregor Strasser, Gottfried Feder, Dietrich Klagges und Joseph Goebbels, nach Flensburg ein, die er im Pastorat übernachten ließ. Auch die Hitler-Jugend fand Unterschlupf im Konfirmandenhaus der St.-Johannis-Kirche in Flensburg. Andersen veranstaltete Gottesdienste mit Angehörigen der Flensburger SA, die in Uniform am Altar der Kirche standen. Nach seiner Emeritierung wurde Andersen Schulungsleiter der NSDAP in Glücksburg. 1937 wurde er wegen seiner nationalsozialistischen Verdienste auf Vorschlag der NSDAP-Kreisleitung zum Ehrenbürger Flensburgs ernannt. Von dieser Auszeichnung distanzierte sich die Flensburger Ratsversammlung erst im Jahr 1994.

## Werke
- Anticlericus. Eine Laientheologie auf geschichtlicher Grundlage, Schleswig 1907.
- Deutschchristentum auf rein-evangelischer Grundlage. Weicher, Leipzig 1917 (Digitalisat).
- Weckruf an die evangelischen Geistlichen in Deutschland. Deutschvölkische Verlags-Anstalt, Hamburg 1920 (Hammer-Schläge; 16).
- Zur religiösen Erneuerung des deutschen Volkes, 1920
- Eine nordschleswigsche Pastorenfamilie. In: Schleswig-Holsteinisches Jahrbuch (1921), S. 47–50.
- Flensburgs Geistesleben – Schule und Kirche. In: Schleswig-Holsteinisches Jahrbuch (1921), S. 72–75.
- Der deutsche Heiland. Deutscher Volksverlag Dr72–75. Boepple München 1921 (gekürzte Neubearbeitung des Anticlericus, eine wiederum neu bearbeitete Fassung erschien 1932 wieder als Der deutsche Heiland)(Digitalisat).
- Wiedergeburt und Werkgemeinschaft auf vaterländisch-christlichem Grunde. Drei Predigten gehalten in Flensburg und Detmold. Eichendorff-Haus, Nürnberg 1922.
- Der wahre Rembrandtdeutsche, eine notwendige Auseinandersetzung. Roth, Stuttgart 1927.
- Nicht Steine, sondern Brot! Nicht Theologie, sondern Religion! Verlag der Deutschkirche, Berlin-Schlachtensee 1931 (Kleine Schriften der Deutschkirche; 1).
- Sechs Vorträge über Alfred Rosenberg: „Der Mythus des zwanzigsten Jahrhunderts“. In volkstümlicher Darstellung und Beleuchtung. Westphalen, Flensburg 1936.
- Wie es wohl wirklich war. Geschichte des Meisters von Nazareth ohne Legenden und theologische Zusätze. Behr, Berlin 1938.